# Solenocentrum
Solenocentrum es un género de orquídeas de la subfamilia Orchidoideae. Se distribuyen desde Costa Rica hasta Bolivia.

## Especies
Listado de las especies del género Solenocentrum aceptadas hasta mayo de 2011, ordenadas alfabéticamente. Para cada una se indica el nombre binomial seguido del autor, abreviado según las convenciones y usos y la publicación válida.
1. Solenocentrum asplundii (Garay) Garay, Opera Bot., B 9(225: 1): 229 (1978).
2. Solenocentrum costaricense Schltr., Repert. Spec. Nov. Regni Veg. 9: 163 (1911).
3. Solenocentrum lueri Dodson & R.Vásquez, Icon. Pl. Trop., II, 3: t. 300 (1989).
4. Solenocentrum maasii Dressler, Bol. Inst. Bot. (Guadalajara) 5: 83 (1998).